# Veronidia oxycocci
Veronidia oxycocci är en svampart som beskrevs av Negru 1964. Veronidia oxycocci ingår i släktet Veronidia, divisionen sporsäcksvampar och riket svampar.   Inga underarter finns listade i Catalogue of Life.